# Ust'-Abakan
Ust'-Abakan (in russo Усть-Абакан?) è un insediamento di tipo urbano della Russia che appartiene alla Chakassia. È il centro amministrativo del distretto Ust'-Abakanskij.
Si trova nella depressione di Minusinsk sulla riva sinistra del bacino di Krasnojarsk (fiume Enisej), 12 km a nord della capitale della repubblica Abakan. A ovest dell'insediamento si trova la strada R257 «Enisej», che lo separa dalla città di Černogorsk.